# フロギストン説
フロギストン説（フロギストンせつ、英: phlogiston theory [floʊˈdʒɪstən, flɔ-]、独: Phlogistontheorie [ˈfloːɡɪstɔn-]）とは、『「燃焼」はフロギストンという物質の放出の過程である』という科学史上の一つの考え方である。フロギストンは燃素（ねんそ）と和訳される事があり、「燃素説」とも呼ばれる。この説そのものは決して非科学な考察から生まれたものでなく、その当時知られていた科学的知見を元に提唱された学説であるが、後により現象を有効に説明する酸素説が提唱されたことで、忘れ去られていった。

## 理論

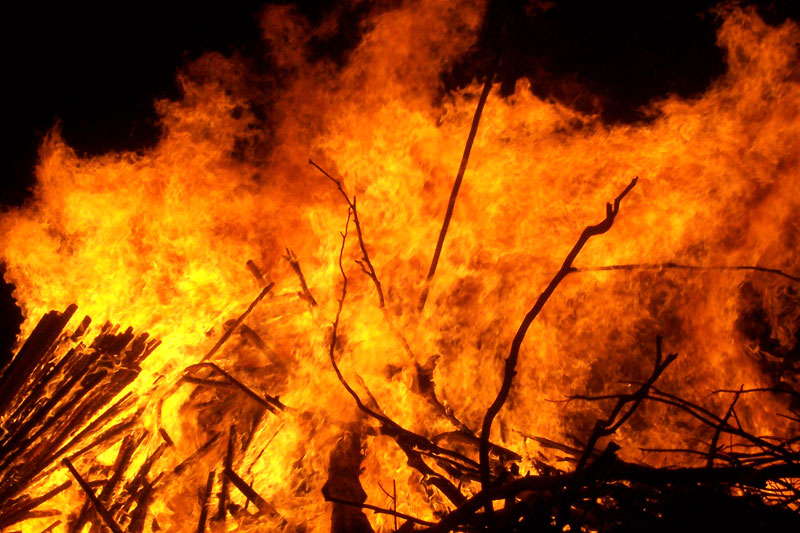
燃焼

フロギストン説によれば、物質はフロギストンと灰が結合したものである。そして、物を燃焼させると、物質からフロギストンが放出され、灰が残る。たとえば金属の場合、
金属　→　金属灰　＋　フロギストン
である。
この反応で生成された金属灰にはフロギストンはもはや含まれていないので、これを燃焼させることはできない。
金属の代わりに木炭を燃焼させた場合も同様に
木炭　→　灰　＋　フロギストン
となるが、実際に木炭を燃焼させるとほとんど灰が残らない。すなわち木炭にはその分フロギストンが大量に含まれているといえる。逆に金は熱を加えても燃焼せず、金属灰とはならないので、金にはフロギストンはほとんど含まれていないといえる。
木炭を金属灰と一緒に燃焼させると、木炭中に含まれる多量のフロギストンが金属灰へと移動する。そして金属灰はフロギストンと結合し、元の金属となる。
木炭　＋　金属灰　→　灰　＋　金属
これは金属の還元反応である。すなわち、フロギストン説によれば、物質の還元とは物質とフロギストンが結合することを意味し、逆に酸化とは、物質からフロギストンが失われることを意味する。

## 歴史

### 前史

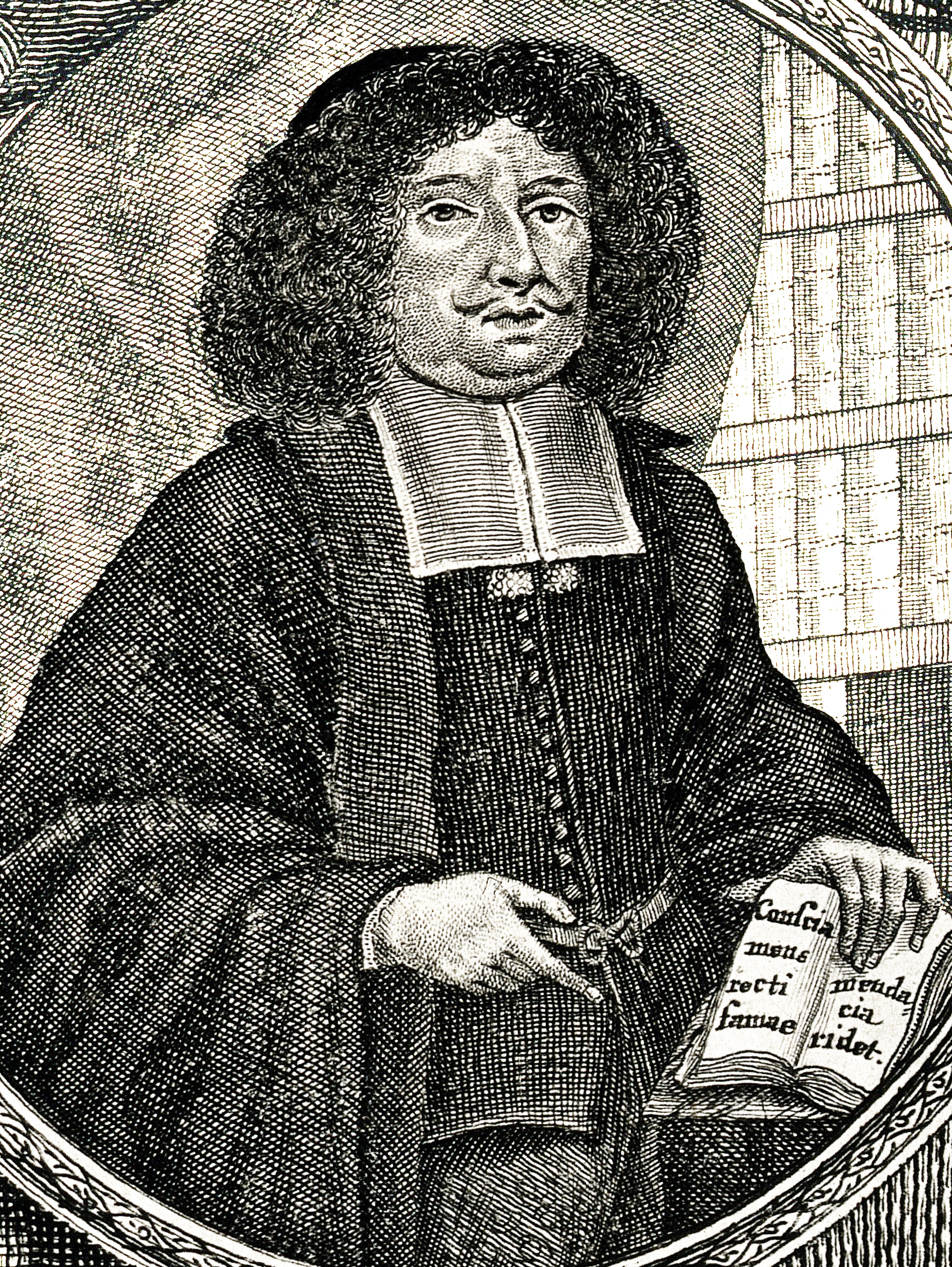
ヨハン・ベッヒャー

物が燃える原因として、古代ギリシアの哲学者ヘラクレイトスは、「火の原素」を考えた。この火の原素は、古代ギリシアの自然哲学においては、水・空気・土と並ぶ四大元素の一つと考えられていた。
一方、パラケルススは、中世アラビアの錬金術師によって作り上げられていた理論を発展させ、「硫黄」「水銀」「塩」の三原理を作り上げた。ただしここでの硫黄・水銀・塩とは、現在知られている硫黄原子、水銀原子、塩化ナトリウムとは異なる概念である。パラケルススは、これらが燃焼すると、「硫黄」は消滅し、「水銀」は蒸発し、「塩」は灰として残ると考えた。
1669年、ドイツ人科学者のヨハン・ベッヒャー (Johann Joachim Becher, 1635-82) は、この四大元素説と三原理説を受けて、すべての物質は空気、水、そして三つの「土」から成るという説を発表した。三つの土とは「溶ける石 (lapis fusilis) あるいは石の土」、「脂肪土 (terra pinguis) または燃える土」、「流動土 (fluida terra)」であり、これらはほぼパラケルススの三原理の塩・硫黄・水銀にそれぞれ対応する。そしてベッヒャーは、このうちの「燃える土」という元素が燃焼性を司るものであると提唱した。ベッヒャーによれば、これはあらゆる可燃性物質の中に含まれ、燃焼はこの「燃える土」が他の物質と分離する現象であると説明される。また、燃焼後に残る灰は「流動土」であり、加熱した時に物体が溶融するのは「石の土」の影響によるものである。このベッヒャーの説は、その後に発展するフロギストン説の起源とされている。

### シュタールによるフロギストン説の確立

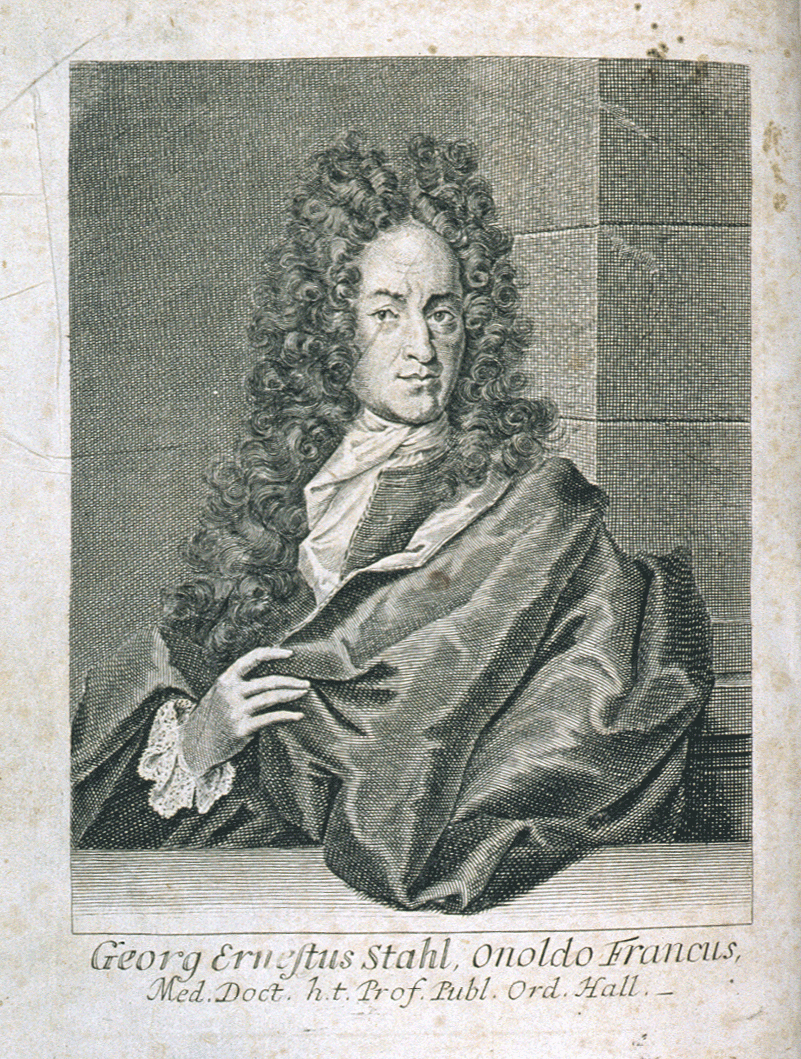
ゲオルク・エルンスト・シュタール

ドイツの医師ゲオルク・エルンスト・シュタールは1697年の著書『化学の基礎』で、当時すでに忘れ去られかけていたベッヒャーの説に着目した。そして、ベッヒャーの「燃える土」を元に、燃焼をつかさどる元素としてフロギストン(phlogiston)という名称を与えた。これはギリシャ語の「燃える」という単語に由来する。シュタールはその後の著書においてもこのフロギストン説を取り上げ、金属は灰とフロギストンが結合した状態であること、木炭と金属灰を燃焼させることによって木炭のフロギストンが金属灰へと移ることなど、フロギストン説に基づく理論を展開していった。
さらにシュタールは、フロギストンに関して、
- フロギストンは火によって破壊されない。
- フロギストンの色には硫黄が含まれる。
- フロギストンには植物性香料の香りがある。
- フロギストンは植物と強く結びつく。結びついた例として、植物油やアルコールがある。

などといった性質をもっていると定義した。
シュタールの説には発表当時賛否両論あった。オランダの医師であるヘルマン・ブールハーフェはこの説に否定的な見解をとった。フロギストン説によれば、物が炎を出して燃えることと、鉄などが錆びることは、どちらも同じ「フロギストンの放出」という現象で説明されるが、ブールハーフェはそれに違和感をもったのである。これに対しシュタールは、通常の燃焼と金属の錆びつきの見た目が異なる理由として、燃焼はフロギストンが勢いよく物体から離れるためそれが炎となって見え、錆びつきはフロギストンがゆっくりと離れるため炎が見えないと説明した。

### フロギストンと質量
フロギストン説はシュタール死後の1750年代以降になると、科学界に広く受け入れられるようになった。ただし、当時からフロギストン説では一見説明がつきにくい現象が知られていた。それは、金属を燃焼させると、その金属の質量が増すという現象である。この現象は16世紀の時点ですでに確認されており、1630年にはフランスのジャン・レー（en:Jean Rey (physician)）がスズを燃焼させると質量が増加することを発見した。また、ロバート・ボイルも1673年にこの現象を実験によって確かめた。フロギストン説では、金属を燃焼するとフロギストンが金属から離れるのであるから、質量はその分だけ軽くなると思われるが、実際は逆の現象が起きているのである。
これを説明するため、ボイルは、発生した熱の一部が金属に付着するため重くなるのではないかと考えた。シュタールは、「フロギストンが抜けた分だけ金属が濃縮するので重くなる」あるいは「フロギストンが放出された分だけ空気が金属に入り込む」と考えた。さらにシュタールの死後には、「フロギストンは負の質量をもっている」という考えが主流になった。負の質量を考えた科学者として、ユンカー（Johann Juncker）らがいる。

### キャヴェンディッシュによるフロギストンの発見
ヘンリー・キャヴェンディッシュは、亜鉛や鉄、スズなどの金属と、塩酸や硫酸などの酸が反応した時に出る気体に関して研究を行い、1766年に論文として発表した。そして、この気体は空気の10分の1以下の密度しかない、非常に軽いものであること、さらに、この気体は非常に燃えやすい性質をもっていることを明らかにした。そのため、フロギストン説を支持していたキャヴェンディッシュは、この気体こそがフロギストンではないかと考えた。現在ではこの気体は水素として知られている。

### フロギストン空気の発見

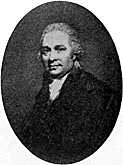
「フロギストン空気」を発見したダニエル・ラザフォード

英国(スコットランド地方)のジョゼフ・ブラックは、1752年から1755年にかけて行った炭酸カルシウムに熱を加える実験から、二酸化炭素を発見した（ブラックはこれを「固定空気」と呼んだ）。そして、密閉した空間内でろうそくを燃やすと、二酸化炭素の発生によりろうそくの火はやがて消えてしまうことを確かめた。そこでブラックは、この空間内の二酸化炭素を化学薬品で吸収し、二酸化炭素のない状態にしたところで、燃焼が可能かどうか確かめた。結果、燃焼は起こらなかった。
ブラックからこの研究を引き継いだダニエル・ラザフォードは、まず密閉された空間内にネズミを閉じ込め、ネズミが死ぬまで放置した。その後、その空間内でろうそくを燃焼させ、さらにリンを燃焼させた。リンが燃焼できなくなってから空間内の二酸化炭素を取り除き、再び燃焼させようとしたが、やはり燃焼させることはできず、ネズミもこの中で生存することはできなかった。
この結果からラザフォードは、この空間内の空気はフロギストンで飽和状態にあり、もうこれ以上フロギストンを含むことができないので燃焼が起こらないのだと結論した。そして1772年、この空気をフロギストン空気と呼んだ。

### 脱フロギストン空気の発見

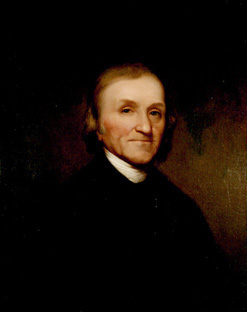
ジョセフ・プリーストリー

英国の牧師ジョセフ・プリーストリーは、1760年代の後半から二酸化炭素などの気体の研究を行っていた。気体を収集するにあたっては、従来の水上置換では水に溶けやすい気体を集めることができないため、しばしば水の代わりに水銀を使用していた。
プリーストリーは1774年、水銀を空気中で燃焼させたときに出る赤色の物体「水銀灰」に目を付けた。水銀灰は熱を加えると水銀に戻り、そのとき気体が発生する。プリーストリーはこの気体を水銀中で収集することに成功した。
この気体は水には溶けず、助燃性をもっていた。プリーストリーは、この気体は当時知られていた気体の中では笑気（現在でいう亜酸化窒素 N2O）に近いと判断した。しかしここでプリーストリーが行った収集手順では、笑気を生成するのに必要な硝酸を使用していなかった。そのためプリーストリーはこの気体の正体を説明するのに苦慮した。1774年10月、プリーストリーはパリで、他の科学者たちにこの実験について説明し、今度はもっと純度の良い水銀灰を使って再び実験を行いたいと語った。
プリーストリーが実験に使用した「水銀灰」とは、現在の名称でいう酸化水銀(II)（HgO）にあたる。そして現在では、これを還元させると
2HgO　→　2Hg　+　O2
の反応が起きることが知られている。つまり、このときプリーストリーが収集した気体は、当時発見されていなかった酸素だということになる。
プリーストリーが、この気体は未発見のものだと気付いたのは、翌1775年であった。プリーストリーはパリで純度の良い水銀灰を手に入れ、それを使って再びこの気体を収集した。そして、自らが考案した「ニトラス・エアー・テスト」と呼ばれる、空気の純度を測るテスト

を行った。テスト後、その気体にろうそくの火を近づけると、火は激しく燃えた。また、その気体の中でハツカネズミは死ぬことはなかった。
プリーストリーはさらにテストを続けることにより、この気体（すなわち酸素）の中でネズミは空気中よりも2倍長生きできることを確認した。プリーストリー自身もこの気体を吸引し、気分が良くなることを確かめた。さらに、ニトラス・エアー・テストの結果、この気体は空気の4倍から5倍くらい「良い」気体であることが明らかになった。
これらの結果を踏まえたうえで、プリーストリーは、この気体は元々フロギストンを全く含まないので、それだけフロギストンを多く吸収することができ、その結果良く燃えるのだと考えた。そしてこの気体を「脱フロギストン空気」と名付けた
。

### 酸素説の登場
アントワーヌ・ラヴォアジエは、空気は「空気の基」と「火の物質」から成り、一方で金属は金属灰と「空気の基」から成るという考えをもっていた。そして燃焼の際には
金属　＋　火の物質　→　金属灰　＋　空気
という変化が起こると考えた。しかし、1772年にラヴォアジエは、金属を燃焼させると質量が増すというギュイトン・ド・モルヴォーが行った実験の結果を知った。そこで同年、空気中で硫黄やリンを燃焼させる実験を行ったところ、燃焼前より質量が増えることを発見した。
ラヴォアジエは、「空気の基」が離れたのに質量が増えるのはあり得ないと考え、燃焼の際には「空気の基」が逆に硫黄やリンに結合するのではないかと自分の説を修正した。さらにラヴォアジエは、旧来より知られていた金属灰の質量増加の問題も、同様に金属が「空気の基」と結合したためだと考えた。すなわち、
空気　=　空気の基　＋　火の物質
金属灰　=　金属　＋　空気の基
であり、金属の燃焼の際には
金属　＋　空気　→　金属灰　＋　火の物質
となる。この内容は1772年11月に覚書として学士院に提出された。
さらにラヴォアジエは1774年4月に、「密閉容器内での金属の灰化についての報告」という論文を発表した。ここでは、密閉された容器内に金属を入れて燃焼させると燃焼後の質量は燃焼前と変わらないが、その後容器に穴をあけると、空気が容器内に音を立てて流れ込み、質量が増えるという報告がなされている。このことからも、燃焼で質量が増えた原因は、フロギストンや、あるいは過去にボイルが仮定した「火の粒子」ではなく、空気中の何かが金属と結合したためと判断できる。

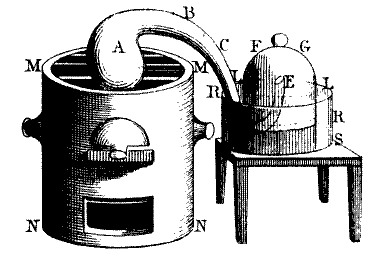
ラヴォアジエが水銀灰（酸化第二水銀）を収集するのに使用した実験装置。

このようにラヴォアジエはフロギストンを使用しない自らの理論を作り上げていった。しかし、金属と結合する「空気の基」とは何であるかに関しては結論を出せずにいた。そのような状態にあった1774年10月、ラヴォアジエはプリーストリーから、水銀灰を加熱した時に発生する気体の話を聞いた。ラヴォアジエは、この実験を行えば、自分が求めている気体が得られるのではないかと感じ、自らの手でプリーストリーと同じ実験を行った。
ラヴォアジエが水銀灰の実験で得た気体（すなわち酸素）は、空気とほぼ同じ密度をもっていた。さらにこの気体に対して行った6種類の検査においても、空気との大きな差異は認められなかった。そのためラヴォアジエは、この気体は純粋な空気そのものであると結論した。
ラヴォアジエの論文は1775年4月に発表された。これを読んだプリーストリーは、ラヴォアジエの見解に異を唱えた。プリーストリーはすでにこの気体は空気ではなく新しい気体（脱フロギストン空気）であることに気づいていたため、ラヴォアジエがこれを空気としたのは、この気体の性質を十分調べていないためだと指摘した。
ラヴォアジエはこの指摘を受けて、論文を修正した。ただしフロギストン説には則らずに、空気は2種類の気体から成ると考えた。そして燃焼の際には、そのうちの一方の気体が金属と結合するとした。さらに1779年には、すべての酸はこの気体と非金属性の物質が結合したものであると考え、この気体を「酸を作る元素(principe oxygène）と名付けた。これが現在の「酸素」という名称の由来となっている。
すなわちラヴォアジエは、金属の燃焼に関して、従来の
金属　→　金属灰　＋　フロギストン
ではなく、
金属　＋　酸素　→　金属灰
という理論を作り上げたことになる。
なお、ラヴォアジエが空気の成分とした二つの気体のうちのもう一方は、燃焼には関わりのない気体で、ラザフォードが「フロギストン空気」と名付けたものである。ラヴォアジエはこれを「アゾート」（ギリシア語で「生命が無い」という意味）と名付けた。現在ではこの気体は窒素と呼ばれている。

### 水の合成とフロギストン

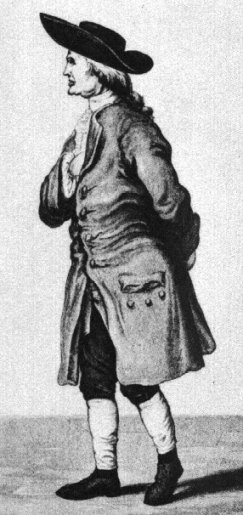
ヘンリー・キャヴェンディッシュ

ラヴォアジエはフロギストン説に代わる新しい燃焼理論を提唱したが、発表当時、この理論では説明のつかない事例が存在した。それは、キャヴェンディッシュが発見した、金属に酸を加えるとフロギストン（水素）が発生するという現象である。
キャヴェンディッシュによるフロギストン説では、この現象は簡単に説明できる。すなわち、金属とは金属灰とフロギストンが結合したものなのであるから、これに酸を加えると
金属（金属灰＋フロギストン）　＋　酸溶液　→　塩の溶液（金属灰＋酸溶液）　＋　フロギストン
である。また、金属灰にはフロギストンが含まれていないから、酸を加えても気体は発生しない
金属灰　＋　酸溶液　→　塩の溶液（金属灰＋酸溶液）
しかし、ラヴォアジエの理論ではこの二つの反応を説明することができなかった。
この問題の解決の糸口となったのは、プリーストリーとキャヴェンディッシュが行った実験であった。1781年、プリーストリーは、空気と「可燃性空気」（水素）が混じった状態で火花を飛ばすと、水が発生することに気付いた。プリーストリーはこの結果をキャヴェンディッシュに知らせた。そこでキャヴェンディッシュも同じ実験を行い、同じように水が発生することを確かめた。
ラヴォアジエは1783年、キャヴェンディッシュの助手からこの実験結果を聞かされた。ラヴォアジエはこの実験を、水素と空気中の酸素が結合することによって水が生成されたと解釈した。すなわち水は今まで考えられていたような単一の元素ではなく、酸素と水素の二つの気体から成るととらえたことになる。ラヴォアジエは自らこの実験の追試を行ったうえで、1783年11月、学士院で結果を発表した。
さらにこの実験から、ラヴォアジエは自らの説の問題点を解消することができた。金属に酸を加えたときに発生する気体（水素）は、金属ではなく、酸の溶液の中に含まれる水に由来するものだととらえればこの現象が説明できたのである。つまりラヴォアジエの説によれば、金属に酸を加えると、
金属　＋　酸化物　＋　水（水素＋酸素）　→　金属酸化物（金属＋酸化物＋酸素）　＋　水素
という反応がおこる。
一方、キャヴェンディッシュも1784年に水の生成実験に関して発表したが、その理論はラヴォアジエのものとは大きく異なっていた。キャヴェンディッシュは、水素をフロギストンとする以前の説は取り下げ、新たに、水素はフロギストンと水が結合したものであると考えた。そして、酸素は水からフロギストンが抜けたものであるととらえた。すなわち、
水素　=　水　＋　フロギストン
酸素　=　水　－　フロギストン
以上より、水素＋酸素＝水　が説明できる。

### フロギストン説の衰退

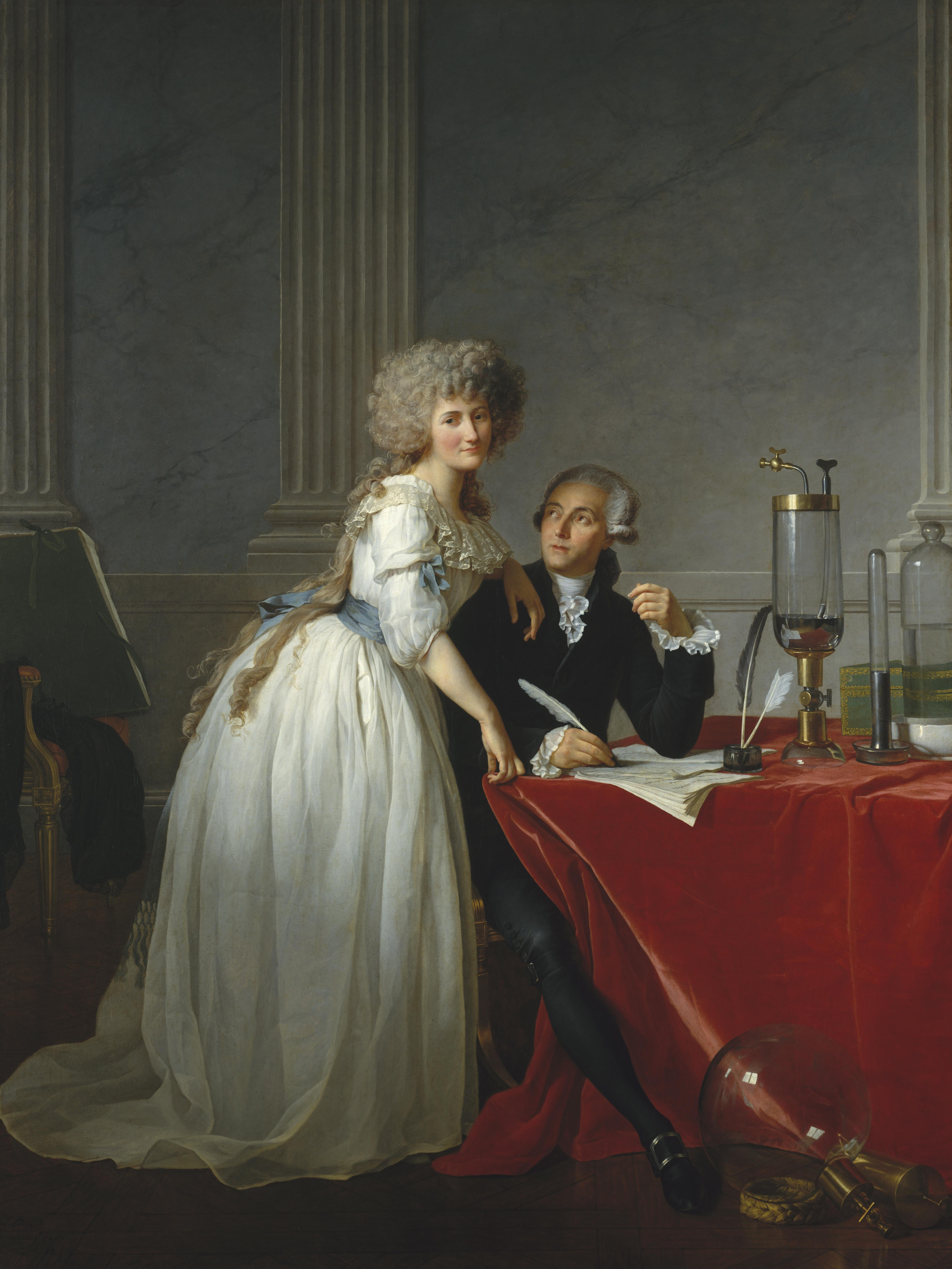
フロギストン説を批判したラヴォアジエとその妻マリー・アンヌ

ラヴォアジエは1785年の論文において、本格的なフロギストン説批判をはじめた。ラヴォアジエは、すべての化学現象はフロギストンなしでも説明がつくと主張した。そして、色々な現象に対応できるようにその定義を次々と変えるフロギストン説に対し、以下のように批判した。
ラヴォアジエの理論は、フランスを中心に徐々に支持者を増やしていった。これに対し、フロギストン説を支持する学者も多く、たとえばジャン＝バティスト・ラマルクやジェームズ・ハットンらがいた。リチャード・カーワンも、ラヴォアジエらの説に反論する著書「フロギストン論考」を出版した。ただしフロギストン説支持者は一枚岩ではなく、フロギストンが存在すること自体は意見が一致しているものの、その定義や性質に関しては、各々が独自の説を主張するようになっていった。
ラヴォアジエは妻のマリー・アンヌと協力してフロギストン説への批判を続けた。マリー・アンヌはカーワンの「フロギストン論考」をフランス語に訳し、それにラヴォアジエらの反論を加え、1788年に出版した。スイスの化学者オラス＝ベネディクト・ド・ソシュールはフロギストン説の支持者であったが、この本に感銘を受け、ラヴォアジエらの説に賛同し、マリー・アンヌには感謝の手紙を送付した。また、カーワン自身も1792年に反フロギストン説へと転向した。マリー・アンヌは自宅で反フロギストン説を主題とした演劇を行い、そこでマリー・アンヌ扮する登場人物が、シュタールの著書『化学原論』を燃やすといったパフォーマンスを行ったりもした。
フロギストン説から反フロギストン説へと転向した科学者は、ソシュールやカーワン以外にも多く存在する（カッコ内は転向した年）。
- ジャン＝アントワーヌ・シャプタル（en:Jean-Antoine Chaptal）（1782年）
- クロード・ルイ・ベルトレー（1785年）
- ルイ＝ベルナール・ギトン・ド・モルボー（1787年）
- アントワーヌ・フルクロワ（en:Antoine François, comte de Fourcroy）（1787年）
- ウィリアム・ヒギンズ（en:William Higgins (chemist)）（1789年）
- エラズマス・ダーウィン（1790年）
- ジョゼフ・ブラック（1791年）

たとえばド・モルボーは化学辞典の執筆者であるが、執筆途中に反フロギストン説へと転向した。そのためこの辞典は、上巻がフロギストン説の立場で、下巻が反フロギストン説の立場で書かれている。
カーワンの転向などの影響により、英国においてもラヴォアジエの理論はフロギストン説に代わって主流となっていった。一方で、プリーストリーはかたくなにフロギストン説を支持し続けた。キャヴェンディッシュは、フロギストン説でも酸素説でも化学現象を説明できるとしながらも、自らはフロギストン説寄りの立場をとった。また、当時唯一の月刊科学雑誌であった『物理学評論』の編集長であったド・ラメトリも熱心なフロギストン説支持者で、反フロギストン説の論文は掲載を拒否した。そのためラヴォアジエは、新たに機関紙『化学年報』を創刊した。
プリーストリーは1802年の手紙で以下のように記した。
しかし、このころにはフロギストン説の支持者は少なくなっていた。そして化学はラヴォアジエの理論が主流となり、フロギストン説は忘れ去られていった。

## フロギストン説衰退の理由
燃焼の際に酸素が金属と結合するという事実が知られている現代では、燃焼の際に金属から離れるというフロギストンは「マイナスの酸素」の性質をもつということができる。すなわち燃焼に関しては、酸素とフロギストンは正負の符号が異なるだけで、燃焼の際に一つの物質が関わっているという点に関しては一致していたため、論理的に否定することは難しかった。
フロギストン説が否定された理由として、金属を燃焼したときに質量が増加することが確かめられたこと、そして、それを説明するために「負の質量」という現実にはあり得ない物質を仮定したことを挙げている文献が多い。しかし、前述のように、質量が増加する現象は古くから知られていた。
ただし、フロギストン説が広く受け入れられていた当時は、質量の問題はさほど重要視されていなかった。質量を正確に測定する技術もまだ進歩していなかった上に、理論的な面においてもまだ発展途上の段階にあり、質量と比重の区別もあいまいであった。シュタールが唱えた「フロギストンが抜けた分だけ金属が濃縮するので重くなる」という説は質量と比重を混同した典型的な例である。さらに、フロギストン説支持者によって提唱された「負の質量」という概念も、現代においては奇異に感じられるが、火は上方に向かうものだと考えられていた当時としては受け入れられやすいものであった。
負の質量が問題となったのは、引力との関連性によるものであった。ニュートンの万有引力の法則によると、引力は質量に比例するのであるから、負の質量をもつフロギストンは引力とは反対の力、すなわち斥力が働くことになる。そのため、通常の物質とは反発することになる。一方でフロギストン説によれば、フロギストンは通常金属灰と結合した状態にある。そのためフロギストンには引力と斥力の両方の性質を負わせる結果になった。
フロギストン説には負の質量を仮定しない考え方もあった。キャヴェンディッシュのフロギストン=水素説がそうであったし、ジェームズ・ハットンも、フロギストンは光や熱のように質量が無いものだと考えていた。この場合、燃焼の際には金属からフロギストンが離れるが、同時に空気の一部が金属に結合すると考えることで、質量増加の問題は解決できる。
このように、フロギストン説は完全に否定されたわけではなかった。しかし、ラヴォアジエの理論と比較して、フロギストン説では新しく発見される実験結果に対応するのが次第に困難になっていったため、化学者たちに見切りをつけられ、衰退への道をたどる結果になった。

## 研究者によるフロギストンの解釈
フロギストンは研究者によってさまざまな解釈がとられてきた。以下に代表的な例を挙げる。

### フロギストン=水素説
キャヴェンディッシュが発見した水素こそがフロギストンだととらえる説である。プリーストリーやカーワンにも支持された。
この説によると、金属に塩酸などを加えると、金属からフロギストンが発生する。そしてフロギストンを失った金属は金属灰となり、そして酸と結合して塩となる。
この説では、木炭の燃焼をよく説明することができた。白熱した木炭に水蒸気を加えると、
{\displaystyle {\ce {C + H2O -> CO + H2}}}
という反応（今で言う「水性ガス反応」）が起きるが、これは、フロギストンを多く含む木炭からフロギストンが放出されたととらえることができる。一方で、この説は、燃焼の時に放出されるはずのフロギストン自身がなぜ良く燃えるのかを説明することは困難であった。
1784年、キャヴェンディッシュはこの説を放棄し、プリーストリーも翌年に支持を取りやめた。そして両者はフロギストンについて別の解釈をとるようになった。

### プリーストリーによる理論
プリーストリーは最期までフロギストン説を支持し続けたが、その説の具体的な内容に関しては一貫しておらず、ある化学現象に対して異なる説明を与えることもあった。ここでは1775年に出版された「さまざまな種類の空気についての実験と観察」第2巻での記述を主に記す。
プリーストリーは前述のように、酸素を脱フロギストン空気と命名した。そして、土類に硝酸を加えて加熱すると脱フロギストン空気が得られるという実験結果を拠り所とし、脱フロギストン空気は主に硝酸と土から成ると考えた。
また、脱フロギストン空気はフロギストンを含まない空気なのだから、通常の空気は
空気　=　硝酸　+　土　+　フロギストン
である。空気がさらに多くのフロギストンを含むと、フロギストンで飽和した「フロギストン空気」（窒素）となる。

### シェーレによる理論
カール・ヴィルヘルム・シェーレの理論は、酸素とフロギストンが結合したものが熱となるとする考え方である。
シェーレがこの考えに至った理由は、燃焼による大気中の質量の減少にあった。シェーレは酸素を「火の空気」、窒素を「よごれた空気」と呼び、大気はこの二つの空気から成ると考えていた。そして、閉ざされた容器内で物を燃焼させると、容器内の空気の体積が減少し、質量も少なくなることに気付いた。体積が減るのは、燃焼と共に放出されるフロギストンが火の空気と結合して凝縮するためだと理由づけられたが、それだとフロギストンの分だけ質量は増えなければならず、説明がつかなくなってしまう。また、シェーレは容器の内部や外部に火の空気やフロギストンを見つけることができなかった。そこでシェーレは、火の空気は燃焼によってフロギストンと結合し、熱となって外部へと逃げたと判断した。すなわち、
熱　=　火の空気（酸素）　+　フロギストン
また、シェーレによれば、硝石に熱と酸を加えたときに発生する赤い煙(NO2)には、フロギストンが含まれている。というのも、硝石に酢酸を加えても煙は発生しないが、熱を加えると
{\displaystyle {\ce {4KNO3 + 4CH3COOH -> 4CH3COOK + 4NO2 + 2H2O + O2}}}
という反応が起き、赤い煙が発生する。シェーレはこれを、「熱を加えることでフロギストンが硝石に移動し、さらにそれが大気中に赤い煙となって放出される」と説明した。
このことは次の実験結果でも裏付けられる。銅に硝酸を加えると赤い煙が出るが、銅を燃焼したときにできる酸化銅は硝酸を加えても煙を出さない。フロギストン説によれば、銅とは銅の灰（酸化銅）+フロギストンなのであるから、この赤い煙はフロギストンによるものだと説明できる。

### ハットンによる理論
ジェームズ・ハットンは、1792年の著書"Dissertations on different subjects in natural philosophy"および1794年の著書"A dissertation upon the philosophy of light, heat, and fire"において、フロギストンに言及した。
ハットンの考えるフロギストンは、プリーストリーらの考える「マイナスの酸素」という意味でのフロギストンとは異なり、光や熱を説明するためのものであった。たとえば、キャヴェンディッシュによる水の生成の実験において、多量の光が発生するが、ハットンによればこのときフロギストンが外部へと放出される。この実験においては燃焼の前後で重さは変わらなかったので、フロギストンは重さをもたないことになる。
ハットンがこの説を展開した時期はすでにラヴォアジエの理論が広まっており、熱の原因に関してはカロリック説で説明されていた。それに対しハットンは、燃焼の際には可燃性の「フロギスティックな部分」に存在する「固定光」が解き放たれて、その光が熱を生じさせると考え、カロリック説に反論した。

## 評価

### 評価の移り変わり
フロギストン説が広く信じられていた時代は、シュタール死後の17世紀後半から、ラヴォアジエによる酸素説にとって代わられる18世紀末までのおよそ100年にわたる。この間は、ラヴォアジエ以外にもフロギストン説に対抗する理論は存在したが、それらの理論はフロギストン説と比較しても理論的に完成されておらず、フロギストン説を打ち破るには至らなかった。
また、フロギストン説は当時、化学者以外の知識人の間でも評価が高かった。その理由として、フロギストン説は魂や生気などといった概念を持ち出さず、フロギストンという物質で物事を説明した点や、この説により広い範囲の化学現象が説明できた点などが挙げられる。イマヌエル・カントもこの説を大いに評価した。
しかし、19世紀以降になるとフロギストン説に対する評価は一変した。たとえば19世紀の化学者で化学史家でもあったコップ(en:Hermann Franz Moritz Kopp)は、当時の化学者は天秤を使った定量的な計測を拒んで定性的な研究に終始したと主張し、化学史的な面で当時のフロギストン説支持者を批判した。この見解は他の化学史家にも広がり、現代においても影響を与え続けている。また、フロギストン説は科学として未発達なものだととらえる意見も多くなった。その例としては、オーギュスト・コントの実証主義（知識とは神学的段階・形而上学的段階・実証的段階の順に発展を遂げるという考え）を化学史にあてはめ、フロギストン説はその中の形而上学的段階にあたるという見解が挙げられる。

### 現代における評価
化学の進歩においてフロギストン説が果たした役割については、現代においても評価が分かれている。ハーバート・バターフィールドは以下のように否定的な見解を示している。
このように、フロギストン説が化学の進歩のさまたげになったとする見解は多く、実際に17世紀におけるガリレオやニュートンの科学革命と18世紀のラヴォアジエによる化学革命の間には1世紀のへだたりがある。そのため、フロギストン説は「化学の進歩をほとんど止めてしまった」「現代科学を100年ほど遅らせた」とも言われている。
一方で、アーノルド・サックレーは以下のように別の解釈をとっている。ニュートンの影響により、化学反応の際にはたらく力を定量的に求める動きが高まり、化学親和力の概念が導入された。そして、親和力の大きさから化学反応を説明しようとしたが、結果的にそこから得られるものはなかった。そこで、力の大きさではなく、より実践的に、化学的な性質を元にして反応を説明しようとする考えが起こり、その始まりとなったのがシュタールのフロギストン説であった。この動きは以後ラヴォアジエを経てドルトンの原子論に到達した。つまりフロギストン説は化学の進歩において重要な役割を果たしたとする考えである。
フロギストン説は、錬金術以降の化学において、さまざまな現象を説明することができる、初めての統一的な理論であった。その点を評価する見解もあるが、その統一の基盤となったフロギストンが存在しなかったのであるから、統一自体が化学の発展にはつながらなかったのではないかという反論もある。そのため、フロギストン説の価値は、それが化学の発展においてどれだけの寄与をしたかによって決まってくると考えられている。